# Ministrowie spraw zagranicznych Rosji i ZSRR
Ta strona przedstawia ministrów odpowiedzialnych za prowadzenie polityki zagranicznej w Państwie Moskiewskim, Imperium Rosyjskim, ZSRR i Federacji Rosyjskiej.

## PosolskyPrikaz(urząd poselski), przewodniczący 1549–1699
- Iwan Wiszkowaty 1549–1570
- Wasilij i Andriej Szelkalow 1570–1601
- Iwan Gramotyn 1605–1606, 1610–1612, 1618–1626, 1634–1635
- Piotr Tretiakow 1608–1610, 1613–1618
- Almaz Iwanow 1635–1667
- Afanasy Ordin-Naszczokin 1667–1681
- Artamon Matwiejew 1671–1676
- Wasilij Golicyn 1682–1689
- Emelian Ukrainczew 1689–1697
- Lew Naryszkin 1697–1699

## kanclerze i wicekanclerze Carstwa Rosyjskiego iImperium Rosyjskiego, 1699–1801
- Fiodor Gołowin 1700–1706
- Piotr Szafirow 1706–1708
- Gawriłło Gołowkin 1706–1734
- Andriej Ostermann 1734–1740
- Aleksiej Czerkaski 1740–1742
- Aleksy Piotrowicz Bestużew-Riumin 1744–1758
- Michaił Iłłarionowicz Woroncow 1758–1763
- Nikita Panin 1763–1781
- Iwan Andrejewicz Ostermann 1781–1797
- Aleksandr Bezborodko 1797–1799
- Fiodor Rostopczyn 1799–1801
- Nikita Pietrowicz Panin 1801

## MSZImperium Rosyjskiego, 1801–1917
- Wiktor Koczubej 1801–1802
- Aleksander Woroncow 1802–1804
- Adam Jerzy Czartoryski 1804–1806
- Andriej Budberg 1806–1808
- Nikołaj Rumiancew 1807–1814
- Karl Nesselrode 1814–1856
- Ioannis Kapodistrias 1816–1822 (razem z Nesselrodem)
- Aleksandr Gorczakow 1856–1882
- Nikołaj de Giers 1882–1895
- Aleksiej Łobanow-Rostowski 1895–1896
- Nikołaj Szyszkin 1896–1897
- Nikołaj Murawiow 1897–1900
- Władimir Lamsdorf 1900–1906
- Aleksandr Izwolski 1906–1910
- Siergiej Sazonow 1910–1916
- Borys Stürmer 1916
- Nikołaj Pokrowski 1916–1917

## MSZRządu Tymczasowego Rosji(od 09.1917 Republika Rosyjska)
- Paweł Milukow 15 marca –  2 maja 1917
- Michaił Tereszczenko  2 maja –  7 listopada 1917

## Ludowy Komisariat Spraw ZagranicznychRFSRR
- Lew Trocki 8 listopada 1917 – 13 marca 1918
- Gieorgij Cziczerin 9 kwietnia 1918 – 6 lipca 1923

## Ludowy Komisariat Spraw Zagranicznych (NKID)ZSRR, 1922–1946, Ministerstwo Spraw Zagranicznych (MID) ZSRR 1946–1991
- Gieorgij Cziczerin  6 lipca 1923 – 20 lipca 1930
- Maksim Litwinow 20 lipca 1930 – 3 maja 1939
- Wiaczesław Mołotow 3 maja 1939 – 4 marca 1949
- Andriej Wyszynski 4 marca 1949 – 5 marca 1953
- Wiaczesław Mołotow 5 marca 1953 – 1 czerwca 1956
- Dmitrij Szepiłow 1 czerwca 1956 – 15 lutego 1957
- Andriej Gromyko 15 lutego 1957 – 2 lipca 1985
- Eduard Szewardnadze 2 lipca 1985 – 20 grudnia 1990
- Aleksandr Biessmiertnych 20 grudnia 1990 – 28 sierpnia 1991
- Boris Pankin 28 sierpnia 1991 – 19 listopada 1991

- Eduard Szewardnadze 19 listopada 1991 – 25 grudnia 1991

## Ministerstwo Spraw Zagranicznych Federacji Rosyjskiej
- 1990–1996 – Andriej Kozyriew
- 1996–1998 – Jewgienij Primakow
- 1998–2004 – Igor Iwanow
- od 2004 – Siergiej Ławrow

## Galeria

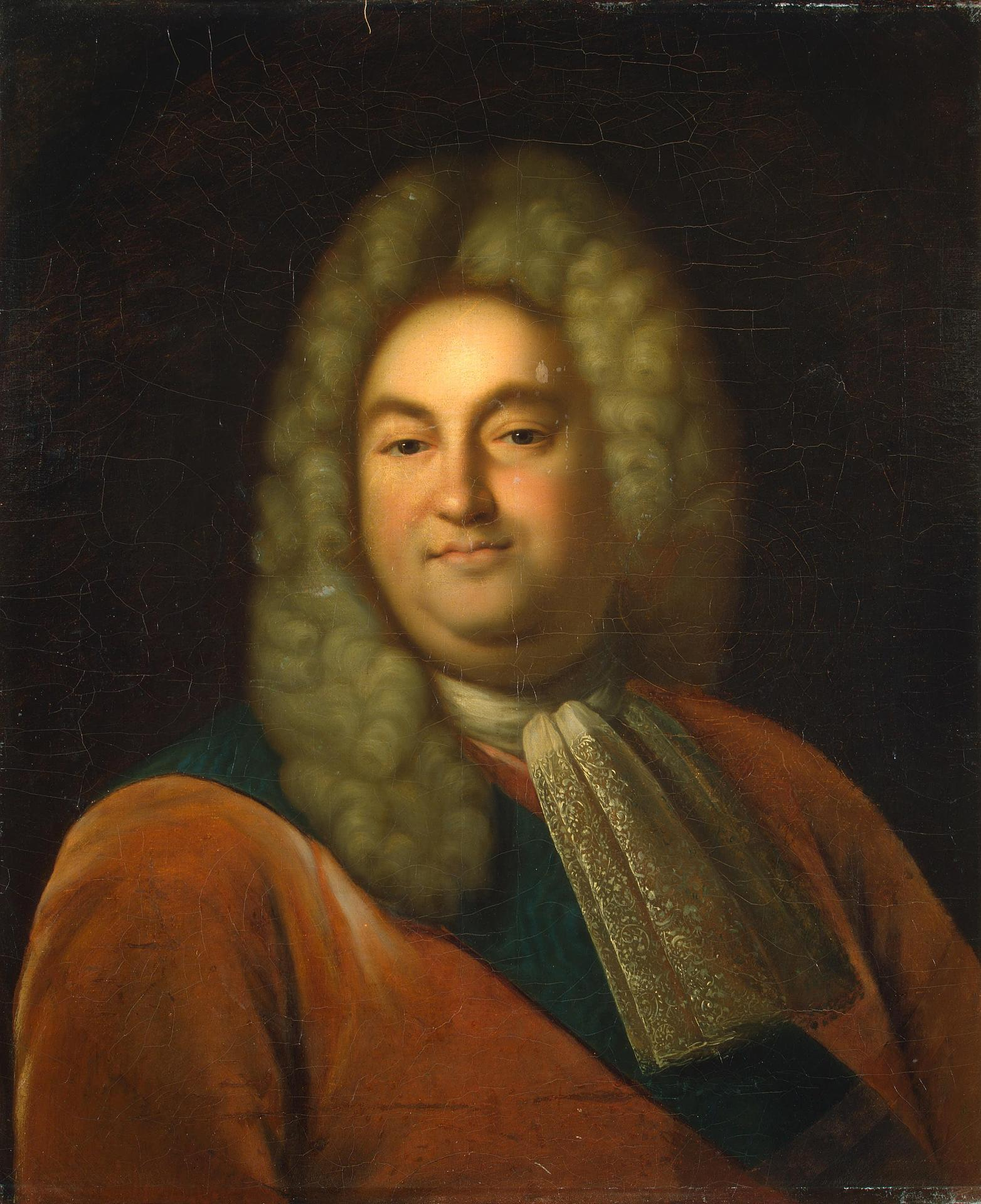
Piotr Szafirow
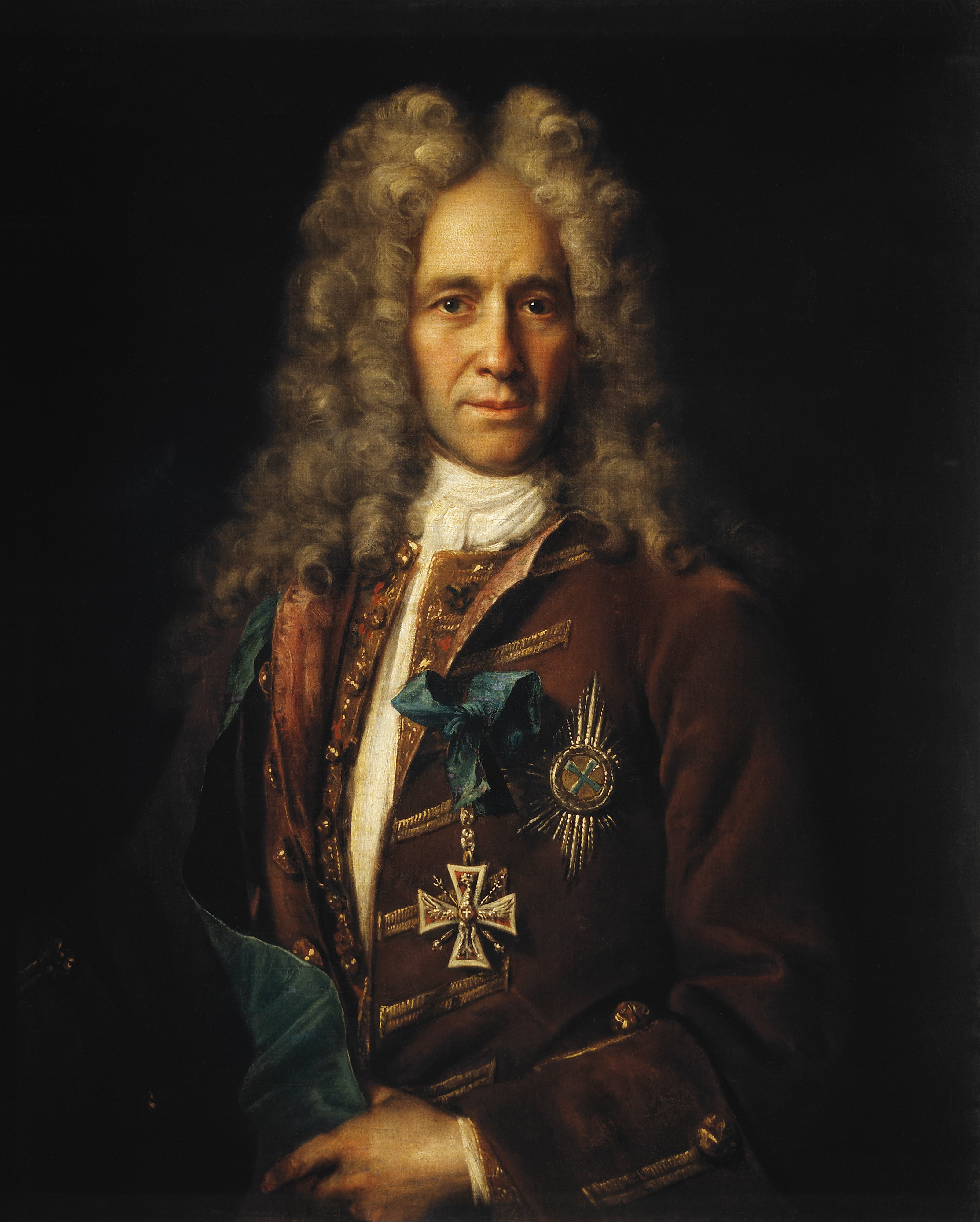
Gawriłło Gołowkin
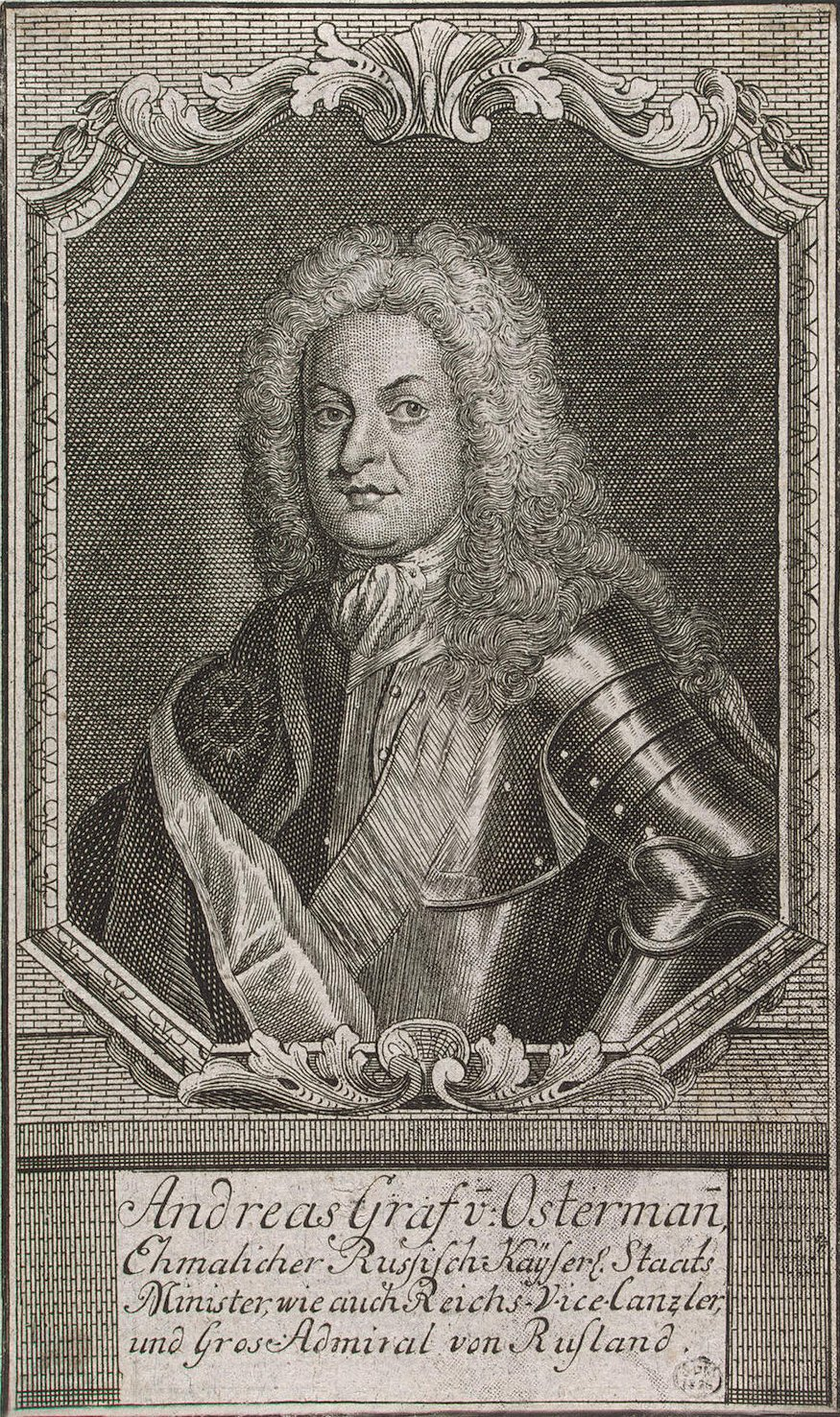
Andriej Ostermann
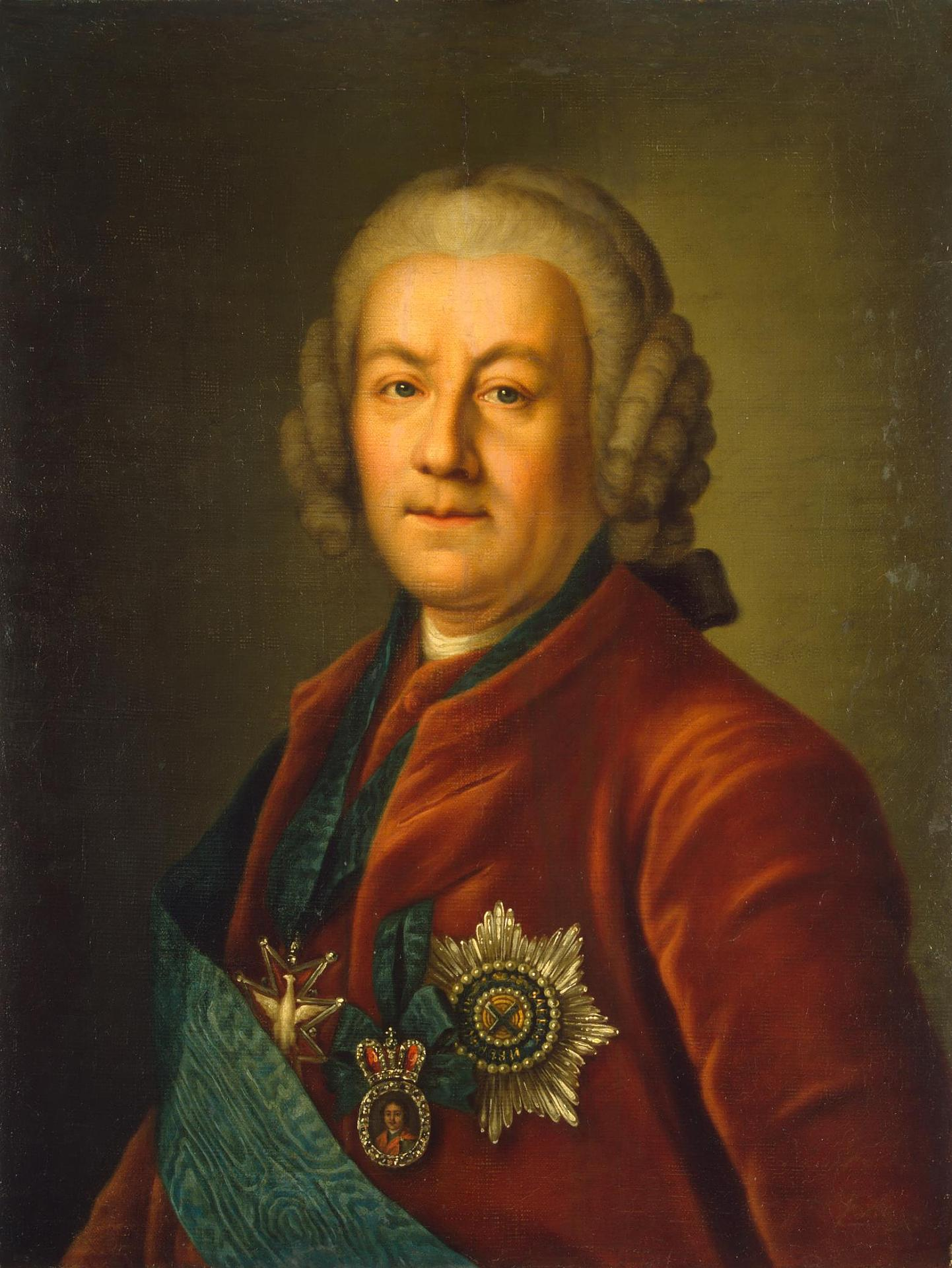
Aleksy Piotrowicz Bestużew-Riumin
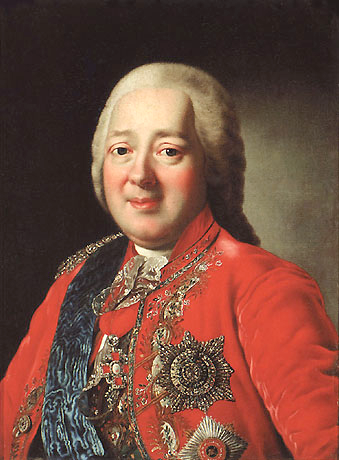
Nikita Panin
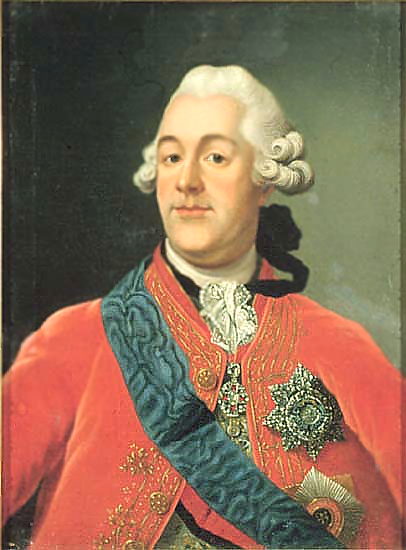
Iwan Andrejewicz Ostermann
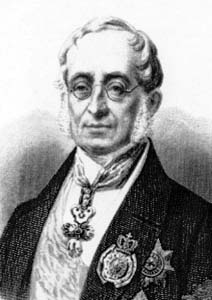
Karl Nesselrode